# Объединённая церковь Христа в Мозамбике
Объединенная Церковь Христа в Мозамбике (англ. The United Church of Christ in Mozambique) — христианская протестантская реформатская религиозная организация в Африке.

## История
Реформатская церковь интересовалась работой в Мозамбике с 1970-х годов. Первые миссионеры Церкви Христа начали работу в стране в 1890-х годах. В 1905 году американский миссионер с помощью зулусских работников-мигрантов из Южной Африки начал миссионерскую работу в Манике и Софале. Группа верующих терпела преследования от португальских колониальных властей. В 1931 году Гулььерме Тапера Нкомо (англ. Gulhierme Tapera Nkomo) стал первым национальным пастором. Об был одним из первых последователей церкви и одним из первых прошел пасторскую подготовку. Позже Базельская миссия поддержала его работу. Церковь под нынешним названием была основана американскими миссионерами в 1970-х годах.

## Благотворительность
В 2021 году церковь оказывала помощь пищевым маслом, кукурузой, мукой, рисом, фасолью, сахаром, водой и семенами 200 семьям, пострадавшим от тропического циклона «Чалан» в конце 2020 года.

## Регионы
Церковь действует в провинциях Маника, Софала, Тете, Имхамбане, Мапуту. Штаб-квартира церкви расположена в Бейре, Мозамбик.

## Структура
Церковь насчитывает 15 000 членов и 22 общины. Президент — Лукас Амоссе (англ. Lucas M. Amosse), модератор —  Дандога Чивака (англ. Dandoga Chivaca).

## Внешние сношения
Церковь — член Всемирного сообщества реформатских церквей и Христианского совета Мозамбика.

## Внешние ссылки
- Официальный веб-сайт